# El genio de Darwin
El genio de Darwin: Las claves de la evolución (título original The Genius of Charles Darwin) es un documental, realizado inicialmente para televisión, escrito y presentado por el biólogo y especialista en la teoría de la evolución Richard Dawkins. En tres capítulos se centra en la influencia de Charles Darwin y su obra El origen de las especies en la ciencia, ampliando sus consecuencias más allá de la biología hacia la religión y la moral. Conocido impulsor del ateísmo, Dawkins utiliza en este documental la evolución para defender sus posiciones contra las religiones mayoritarias en pos de una humanismo ateo.
Se estrenó en el Reino Unido el 4 de agosto de 2008 en el Channel 4.

## Partes

### La vida, Darwin y todo lo demás
En el primer episodio Richard Dawkins explica los mecanismos básicos de la selección natural y expone cómo Charles Darwin desarrolló su teoría.
Como método pedagógico, invita a una clase de alumnos de 15 años a conocer la evolución, encontrando que varios estudiantes son reacios, por sus creencias religiosas, a aceptar la teoría. Dawkins lleva a la clase a la Costa jurásica, en Dorset, Inglaterra a la búsqueda de fósiles, con la esperanza de que los jóvenes encuentres por sí mismos las evidencias de la evolución.
Posteriormente, Dawkins visita Nairobi, en Kenia, donde entrevista a una prostituta que parece presentar cierta inmunidad genética al virus VIH, prediciendo que, según la selección natural, esa inmunidad irá paulatinamente prevaleciendo entre la comunidad. Después entrevista a  uno de los artífices del proyecto del genoma humano, Craig Venter y al microbiólogo Larry Gelmon.

### El quinto primate
En el segundo episodio Richard Dawkins expone alguna de las ramificaciones filosóficas y sociales de la teoría de la evolución.
El episodio comienza en Kenia con una entrevista al paleontólogo Richard Leakey. Después, Dawkins entrevista al obispo de la Iglesia pentescostal Bonifes Adoyo en la iglesia de  Christ is the Answer Ministries. Adoyo pretende que el Museo nacional de Kenia deje de mostar su colección de fósiles humanos, es decir, que no muestre la evolución desde el mono hasta el ser humano. La colección incluye el hombre de Turkana, descubierto por Kamoya Kimeu, miembro del equipo de Richard Leakey, en 1984.
Posteriormente, Dawkins discute las consecuencias del darwinismo social y la eugenesia, defendiendo que éstas no son "versiones" de la selección natural y afirmando que "Darwin ha sido demonizado".
Finalmente, Dawkins conversa con el psicólogo evolutivo Steven Pinker acerca de cómo la moral puede ser compatible con la selección natural y la selección sexual, en la línea expuesta en su obra previa El gen egoísta. Así, entrevista a varias mujeres a la espera de un donante de esperma adecuado para indagar el papel del altruismo y la bondad entre los humanos.

### Dios nos devuelve el golpe
En el último episodio, Dawkins narra algunas de las controversias que el darwinismo tiene pendientes con algunas concepciones religiosas. Se entrevista con creacionistas populares y, por parte del diseño inteligente con el arzobispo de Canterbury, Rowan Williams, entre otros, para exponer cómo la teoría de la evolución es un hecho científico incontestable y cómo ayuda a las personas a "librarse de la muleta" de lo sobrenatural, refiriéndose a lo ya expuesto en su obra El espejismo de Dios.